# غيلو ستار
ميغيل دي خيسوس كروز (مواليد 19 سبتمبر 1981، بونس، بورتوريكو)، المعروف باسمه الفني غيلو ستار (Guelo Star) هو مغني راب و مغني و كاتب أغاني و ممثل  و مروج للريغيتون.
في مسيرته الموسيقية، عمل مع دادي يانكي و  بايب كالديرون و  دي لا غيتو وجويل وراندي،  ويسين ودون عمر وإيفي كوين، من بين آخرين. حصل على جائزة «كاتب أغاني العام» ثلاث مرات في حفل توزيع جوائز ASCAP.